# Le Brévedent
Le Brévedent è un comune francese di 158 abitanti situato nel dipartimento del Calvados nella regione della Normandia.

## Società

### Evoluzione demografica
Abitanti censiti